# Nuràdilovo
Nuràdilovo (en rus: Нурадилово) és un poble de la república del Daguestan, a Rússia. Segons el cens del 2010 tenia 3.963 habitants.